# Компрачикос
О песне группы Pendulum см. Immersion
Компрачи́кос, или компрапеке́ньо (от исп. comprachicos, comprapequeño, букв. — «скупщики детей») — термин, которым Виктор Гюго в романе «Человек, который смеётся» (1869) окрестил преступное сообщество торговцев детьми.
В первых главах романа Гюго излагает представление, что компрачикосы в Европе XVII—XVIII веков покупали детей, умышленно уродовали их внешность, а затем перепродавали как шутов, акробатов, придворных карликов, певцов-кастратов и тому подобное, либо использовали в качестве попрошаек. Он сравнивает это явление с бинтованием ног девочек у китайцев.
Существование явления, описанного Гюго, не является достоверно установленным историческим фактом, хотя отдельные случаи в разное время всплывали в уголовной хронике европейских стран. Утверждается, что св. Викентий де Поль спас мальчика из рук компрачикосов и что матери на севере Испании в старину пугали непослушных детей приходом компрачикосов.
Описание торговцев детьми в романе Гюго произвело большое впечатление на европейских читателей. Айн Рэнд использовала термин the comprachicos of the mind («компрачикос сознания») в адрес «новых левых», образовательного прогрессивизма и учителей.
Луи Буссенар также упоминает компрачикосов в части 3 главы 7 романа «Похитители бриллиантов» (1883).